# نئوسالوارسان
نئوسالوارسان (به انگلیسی: Neosalvarsan) با فرمول شیمیایی C۱۳H۱۳As۲N۲NaO۴S یک ترکیب شیمیایی با شناسه پاب‌کم ۹۹۸۰ است. که جرم مولی آن ۴۶۶٫۱۵ g/mol می‌باشد. 